# Тоника
То́ника (от нем. Tonika, восходит к др.-греч. τόνος — звук, тон) в теории музыки — первая ступень мажорного и минорного ладовых звукорядов. Тоникой также называют трезвучие, построенное на первой ступени. Тоника — главная из трёх фундаментальных тональных функций (другие две функции — субдоминанта и доминанта). В аналитической разметке тоника обозначается римской цифрой I или латинской буквой T.

## Краткая характеристика
«Тоникой» также называют (для сокращения) тоническое трезвучие такого лада, мажорное (например, d/fis/a) или минорное (например, d/f/a). По названию тонической высоты (например, d, по-русски ре) определяют название тональности (высотного положения тонального лада), например, D-dur (по-русски ре мажор) и d-moll (по-русски ре минор).

## Исторический очерк
Первое упоминание термина «тоника» в современном смысле, вероятно, принадлежит Сен-Ламберу, который в своём «Новом трактате об аккомпанементе на клавесине, органе и прочих инструментах» (Париж, 1707) писал: «Этот финалис — всегда основной тон песни и, так сказать, тоника».